# 과학소설 연구
과학소설 연구(Science fiction studies)는 과학 소설, 보다 폭넓게는 사변 소설의 역사, 문화, 작품을 연구하는 학문 분야에 대한 일반적인 명칭이다.

## 분과학문으로서의 역사
현대의 과학소설 연구 분야는 문화연구의 하위 분야인 대중 문화 연구와 영화, 문학 연구와 깊은 관련이 있다. 퓨처리즘, 유토피아 연구와의 관련성 때문에 이 분야간에도 중복이 일어나곤 한다. 페미니즘 과학소설 연구와 같은 서브필드를 낳기도 했다.
이 분야의 근원으로 거슬러 올라가면 예술과 문학에서 과학의 재현, 환상적이고 몽상적인 예술과 문학에 영향받은 유토피아와 사회개혁의 탐구에 대한 최초의 해설가들을 만나게 된다.
현대 SF 비평은 1917년 《현대 영어 소설의 초자연 The Supernatural in Modern English Fiction》이라는 책에 "초자연 과학 Supernatural Science" 챕터를 넣은 도로시 스카보로우로부터 시작했다고 볼 수 있다.
펄프 시대가 진행되며 과학소설은 점차 대중 문화로 변화했으며, 일련의 작가, 편집자, 출판사, 팬(종종 과학자나 다른 분야의 학자)들이 출판 기업과 컨퍼런스를 비롯한 학문적 휘장들을 체계적으로 구성해나갔다. 초기의 SF 잡지와 팬진의 칼럼을 통해 SF에 대한 많은 논의들이 오갔다. 미국에서 최초로 출간된 SF 해설서는 클라이드 F. 벡의 《망치와 집게 Hammer and Tongs》였고, 이것은 본래 에세이 챕북으로 나온 팬진이었다.
1940년대에는 과학소설과 그 조상들을 본격적인 학술 대상으로 삼은 세 개의 작업이 등장했다: 필립 뱁콕 고브의 《산문 소설로 떠나는 상상 여행 The Imaginary Voyage in Prose Fiction》 (1941), J. O. 베일리의 《시공의 순례자 Pilgrims Through Space and Time》 (1948), 마저리 호프 니콜슨의 《달을 향한 항해 Voyages to the Moon》 (1949).
피터 니콜스는 샘 모스코위츠에게 "미국내에서는 아마도 대학을 통한 최초의 SF 과정"의 수료 증명을 주었다. 비학점 과정으로는 1953년 뉴욕 시립 대학교 시티칼리지의 "SF 쓰기"가 있었다. 첫 번째 정규 학점 이수 과정은 1961년 (콜게이트의) 마크 힐개스와 (스탠퍼드의) H. 브루스 프랭클린에 의해 진행되었다. 1960년대에는 점점 더 많은 SF 학자들이 학계로 들어가기 시작했으며, 문학과 SF의 탐구를 위한 학술지를 만들었다. 영화연구와 문화연구의 폭발적인 성장은 신생 학문 분야에 보다 광범위한 신뢰성을 부여했고, 1970년대와 1980년대를 거치면서 수전 손택 같은 주류 학자들 또한 과학소설에 비평적 관심을 쏟았다.
1982년, (현재는 명예교수인) 제임스 건은 본인의 제안으로 1969년부터 시작된 캔자스 대학교의 SF 프로그램에 좀 더 집중하기 위해 Kansas Board of Regents Center(대학 예비 커리큘럼)으로서 SF 연구 센터를 설립했다. 이것은 주요 대학에 생긴 최초의 SF 단체였다.
1990년대에는 처음으로 학과 프로그램과 학위 수여 프로그램이 생겼으며, 이후로도 미국내에서 과학소설 연구 분야는 꾸준히 성장하고 있으나, 2010년대에 들어서는 과학소설 시장 자체가 위축되었다는 우려가 나오고 있다.
한편 (가장 큰 영향력을 지닌) 미국 바깥으로 눈을 돌려보면, 영국 사우쓰웨일즈 지방의 그라모간 대학에서는 1999년 7월부터 세계 최초로 SF 연구로 이학사 학위를 수여하기 시작했다. ‘과학과 SF 연구과정’이라는 명칭으로 3년간의 전공 과정이며 연구원, 과학 교사, 과학 저널리스트를 목표로 하는 사람들을 대상으로 한다. 중국 본토의 학계에서 과학소설 전문 강좌는 1991년 교육학과와 문학과 겸임 부교수인 우옌에 의해 북경사범대학에 처음 개설되었다. 항저우 대학에는 과학소설연구센터가 있다. 일본에서는 2000년부터 쓰쿠바 대학 공학시스템 학부에서 과학소설 관련 강좌를 한 학기 정규 교양과목으로 개설하였으며, 담당교수는 호시노 츠토무이다.
한국에서는 고등과학원 주최 제9차 초학제심포지엄에서 주제인 상상/현실에 맞춰 SF 관련 주제를 논의한 바 있다.

## 학위 수여 프로그램
- 플로리다 애틀랜틱 대학교, SF와 판타지에 집중한 문학 이론 석사(MA) 과정
- 캘리포니아 대학교 리버사이드, SF 중점 강조 및 테크노컬처 연구 박사(PhD) 과정
- 글러모건 대학교 (웨일즈), 과학과 SF (과학과 예술의 관계 분석 프로그램) 학사(BSc (Hons)) 과정[15]
- 캔자스 대학교, SF 연구 센터 보관됨 2011-10-15 - 웨이백 머신
- 리버풀 대학교, SF 연구 석사(M.A.) 과정 (Liverpool program description, courses)
- 베이징 사범대학, SF 연구 석사(M.A.) 과정

## 국내의 주요 SF 학자
1인 SF 웹진 alt.SF의 정리에 따르면 국내엔 실질적으로 SF 전문 학자가 없으며, 눈에 띄는 SF 비평가 또한 현저히 부족한 형편이다.

## 해외의 주요 SF 학자 (대략적인 연대순으로 나열)
| - 도나 해러웨이 - 도로시 스카보로우 - 휴고 건즈백 - 존 W. 캠벨 - 에버렛 F. 블레일러 - 주디스 메릴 - 샘 모스코위츠 - 브라이언 알디스 - 레이먼드 윌리엄스 - 제임스 건 - 다르코 수빈 - 데이빗 하트웰 | - 알렉세이 팬신 - 래리 맥캐퍼리 - 새뮤얼 R. 딜레이니 - 조안나 러스 - 개리 K. 울프 - 브라이언 애트버리 - 브라이언 스테이블포드 - 존 클루트 - 피터 니콜스 - 패트릭 패린더 - 브룩스 랜든 | - 앤드류 소이어 - 톰 모일런 - 프레드릭 제임슨 - 이스트반 시저리-로너이 Jr. (Istvan Csicsery-Ronay, Jr.) - 베로니카 홀링커 - 캐서린 헤일스 - 칼 프리드먼 - 애덤 로버츠 - 리사 야스젝 (Lisa Yaszek) - 마크 보울드 - 셰릴 빈트 |

## 주요 저널, 컨퍼런스, 단체, 상(국내)
단체:
- 서울 SF 아카이브[19][20]
- SF&판타지 도서관
- 한국SF협회
- 한국과학소설작가연대

저널:
- 환상문학웹진 거울
- 크로스로드, 아시아 태평양 이론물리센터 발행.
- alt. SF, 1인 팬진.
- 미래경, 비정기 무크지, SF&판타지 도서관 발행.
- 온우주 소식지, 온우주 출판사
- SF IN SOUTH KOREA, 고드 셀라 블로그.
- 판타스틱 (잡지), 현재 폐간.

컨퍼런스:

## 주요 저널, 컨퍼런스, 단체, 상(해외)
단체:
- SF 연구 협회 (SFRA)
- 유토피아 연구 학회 (Society for Utopian Studies)
- 예술 속의 환상을 위한 국제 협회 (IAFA)
- 유토피아 연구 학회 (Utopian Studies Society)

일반 저널:
- 《외삽》
- 《과학소설 연구》
- 《파운데이션: 국제 과학소설 리뷰》
- 과학소설 아카이빙 연구를 위한 이튼 저널》
- 예술 속의 환상을 위한 저널 (JFA)》

리뷰 저널:
- 《과학소설 인터넷 리뷰》 (IROSF)
- 《과학소설 뉴욕 리뷰》 (NYRSF)

컨퍼런스:
- SF 연구 협회 국제 대회
- 예술 속의 환상을 위한 국제 협회 (IAFA) 국제 대회
- 위스콘 (복합 학술적 SF 컨퍼런스/SF 컨벤션, 젠더, 성, 계급에 집중된 광범위한 학술적 프로그램)
- 신화 컨퍼런스 (신화 학회 국제 대회)
- 이튼 SF 컨퍼런스, 캘리포니아 대학교 리버사이드에서 격년제로 열리는 학술 회의
- "순례자 상", SF 연구 협회
- 개척 상, 뛰어난 논문에 수여, SF 연구 협회
- "Distinguished Scholar Award", 예술 속의 환상을 위한 국제 협회
- 그 해에 출간된 과학소설에 관한 가장 중요한 책에 수여되는 J. 로이드 이튼 기념상[21]
- Thomas D. Clareson Award for Distinguished Service 학계

## 주요 작업(국내)
SF평론가 고장원에 따르면, 1968년 5월 안동민이 학술지 《세대》에 “공상과학소설의 마법(空想科學小說에 魔法)”이란 제목의 학술논문을 발표한 이래 2010년까지 국내 학술지에 실린 과학소설 관련 논문은 46편, 석박사 학위논문은 12편으로 확인된다. 그밖에 정식 학술논문이 아닌 단행본으로 출간된 SF 관련 연구서는 번역서까지 모두 합해 10권을 가까스로 넘는다.

## 주요 작업(해외)
- 킹슬리 에이미스. 《지옥의 새로운 지도: 과학소설의 측량 New Maps of Hell: A Survey of Science Fiction.》 New York: Harcourt, 1960.
- 브라이언 애트버리. 《과학소설의 젠더 해독 Decoding Gender in Science Fiction.》 New York: Routledge, 2002.
- 말린 바 (Marleen Barr), 《여성의 이질성 Alien to Femininity.》 Westport, CT: Greenwood, 1987. (Definitive first book-length work of feminist science fiction scholarship.)
- 말린 S. 바 (Marleen S. Barr), 칼 프리드만 편저. 《PMLA: 특별 주제: 과학소설과 문학연구: 다음 밀레니엄.》 Vol. 119, No. 3, May 2004.
- 닐 배런 편저. 《경이의 해부학: 과학소설 Anatomy of Wonder: Science Fiction.》 New York: Bowker, 1976 (first ed.); numerous editions since.
- 마크 보울드, 차이나 미에빌 편저. 《붉은 행성: 마르크시즘과 과학 소설 Red Planets: Marxism and Science Fiction.》 Middletown, CT: Wesleyan University Press, 2009.
- 앨지스 버드리스, 〈낙원 계획 Paradise Charted〉 (1980); "Nonliterary Influences on Science Fiction"; and "Literatures of Milieux"[24]
- 주서영. 《메타포는 축어의 잠을 꿈꾸는가? 재현에 대한 과학소설적 이론 Do Metaphors Dream of Literal Sleep? A Science-Fictional Theory of Representation.》 Cambridge, MA: Harvard University Press, 2010.
- 사무엘 제랄드 콜린스. 《모든 내일의 문화: 미래와의 인류학적 계약 All Tomorrow's Cultures: Anthropological Engagements with the Future.》 New York: Berghahn, 2008.
- 존 클루트와 피터 니콜스 편저. 《과학소설 백과사전(The Encyclopedia of Science Fiction)》. New York: St. Martin's Press, 1993.
- 로버트 크로슬리. 《화성 상상하기: 문학적 역사 Imagining Mars: A Literary History.》 Middletown, CT: Wesleyan UP, 2011.
- 이스트반 시저리-로너이 Jr. (Istvan Csicsery-Ronay, Jr). 《과학소설의 일곱 가지 아름다움 The Seven Beauties of Science Fiction.》 Wesleyan, 2008.
- 새뮤얼 R. 딜레이니. 《The Jewel-Hinged Jaw: Notes on the Language of Science Fiction.》 Elizabethtown, New York: Dragon, 1977.
- 레스터 델 레이. 《과학소설의 세계, 1926~1976년: 하위문화의 역사 The World of Science Fiction, 1926-1976: The History of a Subculture.》 New York: Garland, 1976. Rpt. New York: Ballantine, 1979.
- 칼 프리드만. 《비평이론과 과학소설 Critical Theory and Science Fiction.》 Wesleyan University Press, 2000.
- 휴고 건즈백. 《현대 과학소설의 진화 Evolution of Modern Science Fiction.》 New York, 1952.
- 휴고 건즈백.  〈사이언티픽션의 부상 The Rise of Scientifiction.〉  《계간 어메이징 스토리즈 Amazing Stories Quarterly》 1 (Spring 1928): 147.
- 제임스 건. 《아이작 아시모프: 과학소설의 토대 Isaac Asimov: The Foundations of Science Fiction.》 NY: Oxford UP, 1982. Rev. Ed. 1996.
- 도나 헤러웨이. "사이보그 선언: 20세기 후반의 과학, 기술, 사회주의적 페미니즘." 1985. (사이보그 페미니즘 주창.)
- 캐서린 헤일스. 《우리는 어떻게 포스트 휴먼이 되었는가: 사이버네틱스와 문학, 정보 과학의 신체들.》 시카고 대학교 출판, 1999.
- 에드워드 제임스, 파라 멘들손 편저.  《The Cambridge Companion to Science Fiction.》 Cambridge: Cambridge UP, 2003.
- 프레드릭 제임슨. 《미래의 고고학: 유토피아라는 욕망과 과학소설 Archaeologies of the Future: The Desire Called Utopia and Other Science Fictions.》 London: Verso, 2005.
- 브룩스 랜든. 《1900년 이후의 과학소설: 증기 인간에서 별까지 Science Fiction After 1900: From the Steam Man to the Stars.》 Studies in Literary Themes and Genres No. 12. New York: Twayne, 1997.
- 롭 라담. 《젊음의 소비: 뱀파이어, 사이보그, 소비 문화 Consuming Youth: Vampires, Cyborgs, and the Culture of Consumption.》 Chicago: U Chicago Press, 2002.
- 어슐러 르 귄, 《밤의 언어: 판타지와 SF에 대한 에세이 The Language of the Night: Essays on Fantasy and Science Fiction》.  New York: Perigee, 1980.
- 로저 럭허스트. 《과학 소설 Science Fiction.》 Polity, 2005.
- 칼 맘그렌. 《산산이 부서진 세계: 과학소설의 내러톨로지 Worlds Apart: Narratology of Science Fiction.》 Bloomington, IN: Indiana UP, 1991.
- 브라이언 맥헤일. 《포스트모더니스트 소설 Postmodernist Fiction.》 New York: Methuen, 1987.
- 파라 멘들손. 《판타지의 수사학 Rhetorics of Fantasy.》 Hanover: Wesleyan University Press, 2008.
- 앤드류 밀너. 《과학소설 위치짓기 Locating Science Fiction.》 Liverpool: Liverpool University Press, 2012.
- 샘 모스코위츠. 《불멸의 폭풍: SF 팬덤의 역사 The Immortal Storm: A History of Science Fiction Fandom.》 Atlanta: Atlanta Science Fiction Organization, 1954; reprinted Westport, CT: Hyperion Press, 1974.
- 톰 모이런. Demand the Impossible: Science Fiction and the Utopian Imagination. London: Methuen, 1986.
- 톰 모이런. Scraps of the Untainted Sky: Science Fiction, Utopia, Dystopia. Boulder and Oxford: Westview Press, 2000.
- 피터 Y. 팩. From Utopia to Apocalypse: Science Fiction and the Politics of Catastrophe. Minneapolis: U of Minnesota P, 2010.
- 알렉세이 팬신. Heinlein in Dimension. Advent Publishers, 1972.
- 알렉세이 팬신 and Cory Panshin, The World Beyond the Hill: Science Fiction and the Quest for Transcendence. New York: TARCHER, 1990.
- 에릭 S. 랩킨. The Fantastic in Literature. Princeton, NJ: Princeton UP, 1976.
- 애덤 로버츠. Science Fiction (The New Critical Idiom). Routledge, 2000, 2006.
- 애덤 로버츠. The History of Science Fiction. Basingstoke: Palgrave Macmillan, 2005.
- 조안나 러스. To Write Like a Woman: Essays in Feminism and Science Fiction. Indiana University Press, 1995.
- 로버트 숄즈.  Structural Fabulation: An Essay on Fiction of the Future. Notre Dame, Indiana: University of Notre Dame Press, 1975.
- 노먼 스핀래드. Science Fiction in the Real World. Carbondale: Southern Illinois UP, 1990.
- 브루스 스털링, "Preface," in Mirrorshades: The Cyberpunk Anthology New York: Arbor, 1986. (Defined the term cyberpunk).
- 브루스 스털링. "Slipstream." Science Fiction Eye 1.5 (July 1989): 77-80.
- 다르코 수빈. Metamorphoses of Science Fiction. New Haven, CT: Yale University Press, 1979. (Introduced the concept of cognitive estrangement.)
- 다르코 수빈. Defined by a Hollow: Essays on Utopia, Science Fiction and Political Epistemology. Frankfurt am Main, Oxford and Bern: Peter Lang, 2010.
- 셰릴 빈트. Animal Alterity: Science Fiction and the Question of the Animal. Liverpool: Liverpool UP, 2010.
- 게리 웨스트팔. Cosmic Engineers: A Study of Hard Science Fiction. Westport, CT: Greenwood, 1996.
- 레이먼드 윌리엄스. Tenses of Imagination: Raymond Williams on Science Fiction, Utopia and Dystopia. Ed. Andrew Milner. Frankfurt am Main, Oxford and Bern: Peter Lang, 2010.
- 개리 K. 울프. Critical Terms for Science Fiction and Fantasy: A Glossary and Guide to Scholarship. Westport, CT: Greenwood Press, 1986. (work in librarianship establishing a thesaurus)
- 개리 K. 울프. Evaporating Genres: Essays on Fantastic Literature. Middletown, CT: Wesleyan UP, 2011.

## 주요 연구 자원, 데이터베이스, 아카이브
대부분의 주요 연구 자료들은 지난 3-40년간 개발된 것이다. 이것은 리버풀 대학교, 캔자스 대학교, 토론토 공공 도서관, 캘리포니아 대학교 리버사이드(이튼 컬렉션)) 등에서 수집된 학술적 자료들 역시 마찬가지다.
같이 보기 포괄적인 목록과 관련 설명, 연구 기관 등을 확인하려면 SF 도서관과 박물관 항목을 참고할 것.
한국은 아직까지 학계에서 과학소설을 중요한 학문적 대상으로 여기고 있지 않으며, 팬덤의 역사마저 매우 짧은 데다가 그 대부분이 PC 통신 동호회로 시작해 인터넷상의 커뮤니티와 블로그를 중심으로 분절화 된 역사를 가지고 있어 팬덤의 자생적 자료들마저 대부분이 유실된 상태이다. 그 이전의 SF 동호외인 한국 SF작가 클럽(1968년 결성) 역시 학생과학이란 잡지를 중심으로 창작, 번역 활동 등을 펼치긴 했으나 과학소설 연구의 측면에서는 별 다른 성과를 남기지 못했다. 현재 그 흔적은 직지 프로젝트의 일환인 아이디어회관 SF로만 남아있다.

### 주요 데이터베이스 및 포털
- Center for the Study of Science Fiction, 캔자스 대학교
- ISFDB, 인터넷 사변소설 데이터베이스
- Locus Index to Science Fiction (1984-1999)
- Science Fiction and Fantasy Research Database, 텍사스 A&M 대학교
- Science Fiction Foundation, 리버풀 대학교
- Science Fiction and Technoculture Studies, 캘리포니아 대학교 리버사이드
- SF 관련 문서 모음, Korean SF Archive Project에서 수집한 4대 PC통신망의 각종 자료들
- SF칼럼, 김상훈 평론가, 번역가의 칼럼 모음
- The 3rd Eye, 홍인기 평론가의 블로그
- SF미래연구소, 고장원 평론가의 사이트

## 참고 자료
- Chronological Bibliography of Science Fiction History, Theory, and Criticism